# 大阪市立喜連小学校
大阪市立喜連小学校（おおさかしりつ きれ しょうがっこう）は、大阪府大阪市平野区にある公立小学校。1872年に創立した。

## 沿革
明治時代初期の学制発布に伴い、1872年10月1日に第七大区第一小区喜連小学校として当時の住吉郡喜連村に設置された。現在の大阪市平野区喜連地域では最も歴史の古い小学校である。
その後喜連尋常小学校・喜連国民学校と改称した。1944年には学童疎開が実施され、島根県邑智郡へと集団疎開している。
1947年の学制改革により大阪市立喜連小学校となった。
地域の児童数増加に伴って、1960年代から1970年代にかけて、同校から大阪市立喜連西小学校（1966年）、大阪市立喜連東小学校（1971年）、大阪市立喜連北小学校（1976年）の3小学校が分離開校している。

### 年表
- 1872年（明治5年）10月1日 - 第七大区第一小区喜連小学校として創立。
- 1887年（明治20年） - 住吉郡喜連尋常小学校と改称。
- 1896年（明治29年） - 郡の合併により、東成郡喜連尋常小学校と称する。
- 1925年（大正14年）4月1日 - 喜連村が大阪市へ編入したことに伴い、大阪市喜連尋常小学校と改称。
- 1934年（昭和9年）9月21日 - 室戸台風の暴風雨により木造校舎が倒壊。4人以上が負傷[1]。
- 1941年（昭和16年）4月1日 - 国民学校令により、大阪市喜連国民学校と改称。
- 1944年（昭和19年） - 島根県邑智郡へ集団疎開。
- 1947年（昭和22年）4月1日 - 学制改革により、大阪市立喜連小学校と改称。
- 1964年（昭和39年）4月 - 分校を設置（現：大阪市立喜連西小学校）。
- 1967年（昭和42年）11月 - 分校が大阪市立喜連西小学校として独立開校。
- 1970年（昭和45年） - 分校を設置（現：大阪市立喜連東小学校） 。
- 1971年（昭和46年） - 分校が大阪市立喜連東小学校として独立開校。
- 1976年（昭和51年）4月1日 - 大阪市立喜連北小学校が独立開校。
- 1993年（平成5年） - 大阪市立喜連北小学校との間で通学区域を一部変更。

## 通学区域
- 大阪市平野区
  - 喜連2丁目・7丁目の全域
  - 喜連4丁目・6丁目（一部を除く）
  - 喜連西6丁目全域・喜連東3丁目（一部）

卒業生は大阪市立喜連中学校に進学する。

## 出身者
- 谷口英明 - サンテレビアナウンサー

## 交通・アクセス方法
- Osaka Metro（谷町線）喜連瓜破駅より北東へ約600m